# Elisabetta Pozzi
Pour les articles homonymes, voir Pozzi.
Elisabetta Pozzi, née le 23 février 1955 à Gênes dans la région de la Ligurie en Italie, est une actrice italienne jouant principalement pour le théâtre. Elle est apparue à de rares reprises au cinéma et à la télévision. Elle fut notamment récompensée au cours de sa carrière par un David di Donatello de la meilleure actrice dans un second rôle en 1992 et un Premio Eleonora Duse en 2006.

## Biographie
Formée à l'école du Théâtre de Gênes, elle débute par de petits rôles sur les planches, jouant notamment à ses débuts pour le metteur en scène Giorgio Albertazzi dans une adaptation de Feu Mathias Pascal de Luigi Pirandello. Son jeu exubérant et chatoyant l'amène à prendre part à de nombreuses pièces dramatiques au théâtre en Italie ou elle exerce ainsi la majorité de sa carrière.
Pozzi compte quelques apparitions au cinéma et à la télévision, principalement comme actrice de second rôle ou pour de rares scènes de figuration. Elle débute ainsi sa carrière télévisuelle en 1976 avec un rôle récurrent au sein de l'unique saison de la série Rosso Veneziano puis tourne dans quelques comédies italiennes et films historiques (Le Mystère d'Oberwald, Colomba, Où es-tu allé en vacances ? ...).
Pour sa cinquième apparition au cinéma, elle obtient le David di Donatello de la meilleure actrice dans un second rôle en 1992 avec Maledetto il giorno che t'ho incontrato de Carlo Verdone. Elle a depuis jouée dans Giovani des frères Mazzieri et Cuore sacro de Ferzan Özpetek.

## Filmographie

### Au cinéma
- 1978 : Où es-tu allé en vacances ? (Dove vai in vacanza?) de Mauro Bolognini, Luciano Salce et Alberto Sordi
- 1980 : Le Mystère d'Oberwald (Il mistero di Oberwald) de Michelangelo Antonioni
- 1984 : Non ci resta che piangere de Massimo Troisi et Roberto Benigni
- 1989 : Maggio musicale de Ugo Gregoretti
- 1992 : Maledetto il giorno che t'ho incontrato de Carlo Verdone
- 2002 : Giovani de Luca Mazzieri et Marco Mazzieri
- 2005 : Cuore sacro de Ferzan Özpetek

### À la télévision

#### Téléfilms
- 1982 : Colomba de Giacomo Battiato

#### Séries télévisées
- 1976 : Rosso Veneziano
- 1981 : George Sand de Giorgio Albertazzi

## Théâtre
- 1974 : Feu Mathias Pascal (Il fu Mattia Pascal) de Luigi Pirandello par Luigi Squarzina, mise en scène de Giorgio Albertazzi
- 1987 : Mesure pour mesure (Misura per misura) de William Shakespeare, mise en scène de Jonathan Miller
- 1989 : La Mouette  (Il gabbiano) de Anton Tchekhov, mise en scène de Walter Le Moli
- 1990 : I serpenti della pioggia de Per Olov Enquist, mise en scène de Franco Però
- 1996 : Oncle Vania (Zio Vanja) de Anton Tchekhov, mise en scène de Peter Stein
- 1997 : Le deuil sied à Électre d'Eugene O'Neill, mise en scène de Luca Ronconi
- 2000 : Comme il vous plaira (Come vi piace) de William Shakespeare, mise en scène de Gigi Dall'Aglio
- 2000 : La ragazza infame de Maria Pia Daniele, mise en scène de Gigi Dall'Aglio
- 2002 : Hamlet (Amleto) de William Shakespeare, mise en scène de Walter Le Moli
- 2002 : Électre (Elettra) de Euripide, mise en scène de Piero Maccarinelli
- 2005 : Fedra di Yánnis Rítsos, mise en scène de Francesco Tavassi
- 2005 : La donna del mare de Henrik Ibsen, mise en scène de Mauro Avogadro
- 2006 : Hécube (Ecuba) de Euripide, mise en scène de Massimo Castri, Théâtre grec de Syracuse
- 2007 : Le grazie di Isabella de Davide Daolmi, musique de Michele dall'Ongaro
- 2008 : Fahrenheit 451 de Ray Bradbury, mise en scène de Luca Ronconi, Piccolo Teatro di Milano
- 2009 : Médée (Medea) de Euripide, Théâtre grec de Syracuse
- 2010 : Hyppolyte (Ippolito) de Euripide, Théâtre grec de Syracuse
- 2010 : Ajax (Aiace) de Sophocle, Théâtre grec de Syracuse

## Prix et distinctions notables
- David di Donatello de la meilleure actrice dans un second rôle en 1992 pour Maledetto il giorno che t'ho incontrato.
- Premio Eleonora Duse pour sa saison théâtrale en 2006.

## Sources
- (it) Cet article est partiellement ou en totalité issu de l’article de Wikipédia en italien intitulé « Elisabetta Pozzi » (voir la liste des auteurs).